# Alina Freund
Alina Freund (* 2. Oktober 1997 in München; bürgerlich Jana Alina Tausendfreund) ist eine deutsche Schauspielerin und Synchronsprecherin.

## Leben
Bereits mit fünf Jahren bekam Alina Freund ihre erste Rolle bei Richter Alexander Hold. Im Dezember 2004 folgte ihr Spielfilmdebüt mit einer Nebenrolle in dem ZDF-Fernsehfilm Der Bergpfarrer. Es schlossen sich mehrere TV-Produktionen an, bis sie 2008 mit einer kleinen Rolle in Im Winter ein Jahr erstmals im Kino zu sehen war.
Für den Kinderfilm Hexe Lilli – Der Drache und das magische Buch, nach der gleichnamigen Kinderbuchreihe, stand Freund in der Hauptrolle Lilli von Mitte Juni bis Ende August 2007 vor der Kamera. Der Film kam am 19. Februar 2009 in die Kinos.
Die Dreharbeiten für den zweiten Teil Hexe Lilli – Die Reise nach Mandolan fanden von Mitte August bis Ende Oktober 2009 in Potsdam-Babelsberg und Indien statt.
Freund lebt in München.

## Auszeichnungen
- 2009: Goldener Spatz als Beste Nachwuchsdarstellerin für Hexe Lilli – Der Drache und das magische Buch
- 2009: Der weiße Elefant für Hexe Lilli – Der Drache und das magische Buch

## Filmografie (Auswahl)
- 2004: Der Bergpfarrer (Folge: Liebe und andere Überraschungen)
- 2005: Der Bergpfarrer 2 (Folge: Heimweh nach Hohenau)
- 2005: Ausgerechnet Weihnachten
- 2007: Alma ermittelt – Tango und Tod (Fernsehserie)
- 2007: Annas Albtraum kurz nach 6
- 2008: Im Winter ein Jahr
- 2009: Hexe Lilli – Der Drache und das magische Buch
- 2009: Mein Nachbar, sein Dackel & ich
- 2009/2011: Der Alte (2 Folgen, Episodenrollen)
- 2010: Weißblaue Geschichten
- 2010: Das zweite Wunder von Loch Ness
- 2011: Hexe Lilli – Die Reise nach Mandolan
- 2012: Inga Lindström – Vier Frauen und die Liebe
- 2013: Rosamunde Pilcher: Zu hoch geflogen
- 2015: Weihnachts-Männer
- 2017: Fack ju Göhte 3
- 2024: Polizeiruf 110: Jenseits des Rechts

## Synchronrollen (Auswahl)

### Filme
- 2009: Santa Buddies – Auf der Suche nach Santa Pfote … als Mini (Kaitlyn Maher)
- 2010: Ponyo – Das große Abenteuer am Meer … als Ponyo (Yuria Nana)
- 2011: Hugo Cabret … als Isabelle (Chloë Grace Moretz)
- 2014: Wenn ich bleibe ... als Mia Hall (Chloë Grace Moretz)
- 2014: Noah ... als Na'el (Madison Davenport)
- 2015: Vacation – Wir sind die Griswolds ... als Adena (Catherine Missal)
- 2016: Stolz und Vorurteil und Zombies ... als Lydia Bennet (Ellie Bamber)
- 2016: The Nice Guys ... als Emily (Cayla Brady)
- 2016: Feuer im Kopf ... als Susannah Cahalan (Chloë Grace Moretz)
- 2019: Descendants 3 – Die Nachkommen ... als Celia Facilier  (Jadah Marie)
- 2021: Sailor Moon Eternal ... als Jun-Jun / Sailor Juno (Yuko Hara)
- 2022: The School for Good and Evil ... als Agatha (Sofia Wylie)
- 2024: Sailor Moon Cosmos ... als Sailor Juno (Yuko Hara)

### Serien
- 2014–2015: Once Upon a Time – Es war einmal ... ... als Emma (jung) (Abby Ross)
- 2015–2016: Game of Thrones ... als Myrcella Baratheon (Nell Tiger Free)
- 2019–2023: High School Musical: Das Musical: Die Serie ... als Gina Porter (Sofia Wylie)
- 2021–2023: Willkommen im Haus der Eulen ... als V / Nummer 5 (Michaela Dietz)
- 2022: Lycoris Recoil als "Takina Inoue"(Shion Wakayama)
- 2022: House of the Dragon ... als die junge Prinzessin Rhaenyra Targaryen (Milly Alcock)
- 2020–2025: Mythic Quest: Raven’s Banquet (Fernsehserie) als Dana